# Asociace tygřích letek států NATO

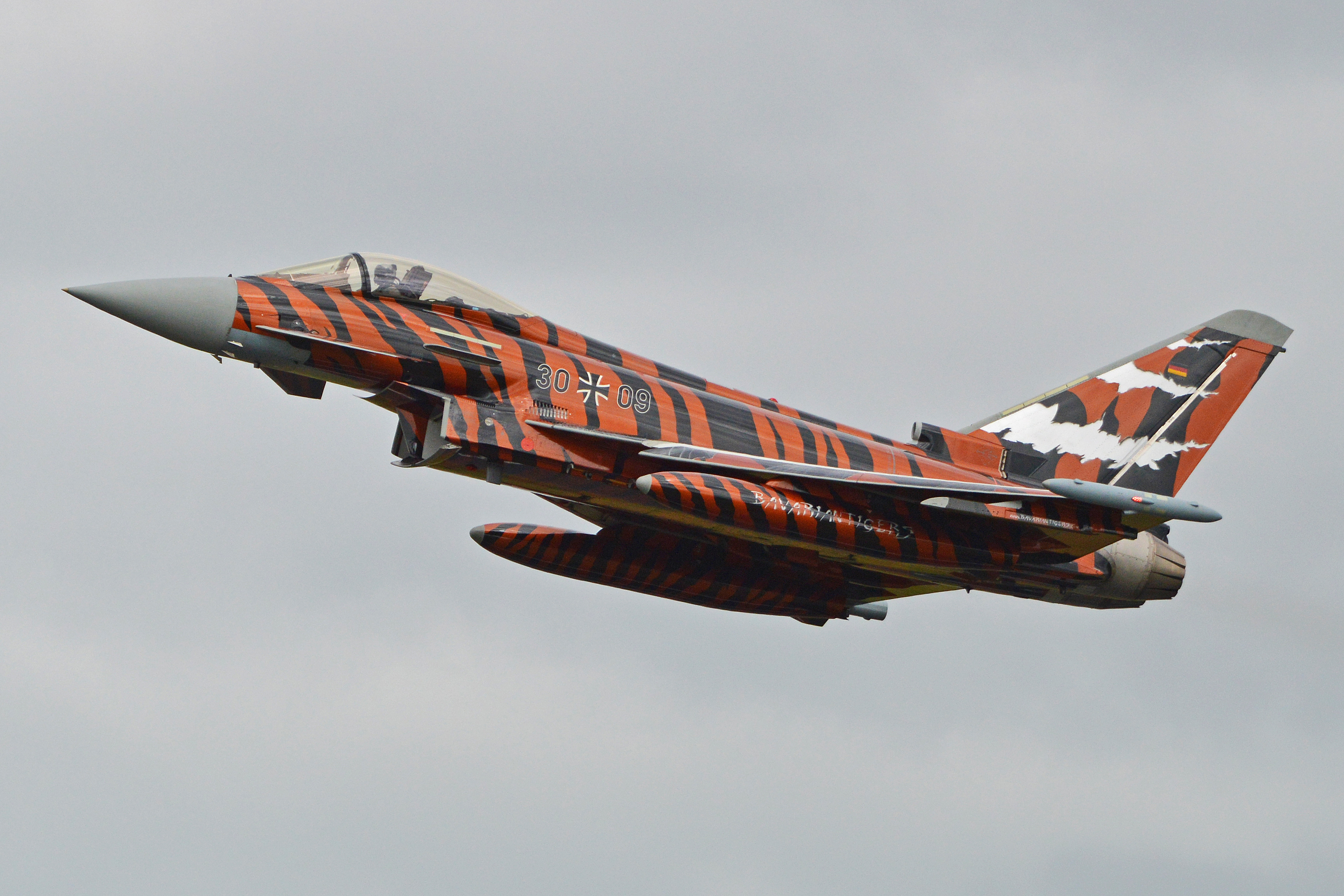
Německý Eurofighter Typhoon v tygří kamufláži, Tiger Meet 2014

Asociace tygřích letek států NATO (anglicky NATO Tiger Association případně NATO Tigers) je sdružení, které pořádá každoroční společné cvičení zvané Tiger Meet. Členy jsou letky států Severoatlantické aliance, které mají na nášivce tygra případně jinou kočkovitou šelmu. Dalším poznávacím znamením je dekorace letadel výraznými tygřími motivy, nejpoveděnější kamufláži je na cvičení udělena cena. Kromě toho je také udílen pohár Silver Tiger Trophy pro celkově nejlepší letku cvičení. První společné cvičení proběhlo v roce 1961 na letecké základně nedaleko Woodbridge a účastnila se ho americká 79. stíhací letka, britská 74. letka a francouzská Escadron de Chasse 1/12. K roku 2024 organizace sdružovala 24 členských letek ze čtrnácti zemí Evropy. Z českých letek jsou to od roku 1993 211. taktická letka (plné členství získala v roce 2010) a od roku 1997 221. vrtulníková letka (plné členství 2001). Sedm amerických, jedna kanadská a jedna indická letka mají čestné členství. Slovenská 1. taktická letka 81. krídla je čekatelem.